# 正鑲白旗
正鑲白旗（せいじょうはっき、ショローン・フブート・チャガン旗、ᠰᠢᠯᠤᠭᠤᠨ
ᠬᠥᠪᠡᠭᠡᠲᠦ
ᠴᠠᠭᠠᠨ
ᠬᠣᠰᠢᠭᠤ　転写：Siluɣun Köbegetü Čaɣan qosiɣu）は、中華人民共和国内モンゴル自治区シリンゴル盟に位置する旗。地方政府はミャンガト・バルガス（明安図鎮）にある。
古くから遊牧民の活動する地区で、北部は平坦な砂漠地、南部は草原低山の丘陵地域。雨量が少ないため無理をして牧畜をしており、近年は砂漠化・砂嵐に苦しめられている。

## 歴史
漢・唐時代は単于・可汗が治めていた。
著名なモンゴル八旗の一部として形成された正白旗・鑲白旗およびミンガン旗（明安旗）・タイブス右旗（太僕寺右旗）の一部分が合併され形成された。正白旗・鑲白旗は、清の乾隆26年（1761年）にイミヤンガ・ジャセ（張家口）の管轄下となった。民国3年（1914年）にチャハル特別区に、民国17年（1928年）にチャハル北区に改組された。民国25年（1936年）にチャハル盟に所属となった。

## 行政区画
2バルガス（鎮）、3ソム（蘇木）を管轄：
- バルガス（鎮）
  - ミャンガト・バルガス（明安図鎮）
  - 星耀鎮
- ソム（蘇木）
  - イフ・ノール・ソム（伊和淖爾蘇木）
  - ウラーンチャブ・ソム（烏蘭査布素木）
  - ボルゴントホイ・ソム（宝拉根陶海蘇木）
- 種畜場・林場
  - エリトゥ（額里図）種畜場
  - ジョールゲント（哲日根図）林場

## 人口
人口はモンゴル族と漢民族が主体で、その他回族、満州族、ダウール族、オロチョン族、エヴェンキ族、チベット族を含む十数種の少数民族で構成されている。

## 観光
- ブリドゥ廟（中国語：布日都廟）：1740年建立、清の乾隆年間に「演教寺」と呼ばれ、当時は300名の僧がいたと言われる名刹だが、文化大革命で破壊され現在は修復された寺院建築が残っている。
- ホラン・シャルガ・ター砂漠[3]観光地区（中国語：渾善達克沙地旅遊景区）：ミャンガト・バルガスから北へ38km、両面井国家生態研究地域。ユニークな景観がある。